# Bematistes schubotzi
Bematistes schubotzi is een vlinder uit de familie van de Nymphalidae. De wetenschappelijke naam van de soort is voor het eerst gepubliceerd in 1911 door Karl Grünberg.
De soort komt voor in Congo-Kinshasa (Ituri, Noord-Kivu), Oeganda en Rwanda.